# Lupinus paranensis
Lupinus paranensis är en ärtväxtart som beskrevs av Charles Piper Smith. Lupinus paranensis ingår i släktet lupiner, och familjen ärtväxter. Inga underarter finns listade i Catalogue of Life.